# Vuelta a Suiza 2002
La Vuelta a Suiza 2002 fue la 66.ª edición de la carrera, que se disputó entre el 18 y el 27 de junio de 2002, para un recorrido total de 1.453,8 km con salida en Lucerna y llegada a Bienne. El suizo Alex Zülle del equipo Team Coast se adjudicó la carrera con un tiempo de 37h15'09".

## Etapas
| Etapa | Fecha       | Recorrido                | km   | Vencedor de la etapa | Líder      |
| ----- | ----------- | ------------------------ | ---- | -------------------- | ---------- |
| Prol. | 18 de junio | Lucerna (CRI)            | 5,7  | Alex Zülle           | Alex Zülle |
| 1.ª   | 19 de junio | Lucerna > Schaffhausen   | 171  | Eddy Lembo           | Eddy Lembo |
| 2.ª   | 20 de junio | Schaffhausen > Domat/Ems | 191  | Erik Zabel           | Eddy Lembo |
| 3.ª   | 21 de junio | Domat/Ems > Samnaun      | 158  | Aleksandr Vinokurov  | Alex Zülle |
| 4.ª   | 22 de junio | Coira > Ambrì            | 160  | Léon van Bon         | Alex Zülle |
| 5.ª   | 23 de junio | Meiringen > Meiringen    | 149  | Francesco Casagrande | Alex Zülle |
| 6.ª   | 24 de junio | Interlaken > Verbier     | 177  | Alexandre Moos       | Alex Zülle |
| 7.ª   | 25 de junio | Martigny > Vevey         | 171  | Juan Manuel Gárate   | Alex Zülle |
| 8.ª   | 26 de junio | Vevey > Lyss             | 235  | Erik Zabel           | Alex Zülle |
| 9.ª   | 27 de junio | Lyss > Bienne (CRI)      | 34,5 | Tobias Steinhauser   | Alex Zülle |

## Detalles de la etapa

### Prólogo
- 18 de junio: Lucerna – CRI – 5,7 km[1]

Resultados
| Pos. | Corredor           | Equipo       | Tiempo |
| ---- | ------------------ | ------------ | ------ |
| 1    | Alex Zülle         | Team Coast   | 7'37"  |
| 2    | Giuseppe Di Grande | Index-Alexia | a 6"   |
| 3    | Laurent Dufaux     | Alessio      | a 7"   |

| Pos. | Corredor           | Equipo       | Tiempo |
| ---- | ------------------ | ------------ | ------ |
| 1    | Alex Zülle         | Team Coast   | 7'37"  |
| 2    | Giuseppe Di Grande | Index-Alexia | a 6"   |
| 3    | Laurent Dufaux     | Alessio      | a 7"   |

### 1.ª etapa
- 19 de junio: Lucerna > Schaffhausen – 171 km[2]

Resultados
| Pos. | Corredor        | Equipo        | Tiempo   |
| ---- | --------------- | ------------- | -------- |
| 1    | Eddy Lembo      | Saint Quentin | 4h18'36" |
| 2    | Sven Teutenberg | Phonak        | a 1'08"  |
| 3    | Fred Rodriguez  | Domo-Farm F.  | s.t.     |

| Pos. | Corredor           | Equipo        | Tiempo   |
| ---- | ------------------ | ------------- | -------- |
| 1    | Eddy Lembo         | Saint Quentin | 4h22'29" |
| 2    | Alex Zülle         | Team Coast    | a 49"    |
| 3    | Giuseppe Di Grande | Index-Alexia  | a 55"    |

### 2.ª etapa
- 20 de junio: Schaffhausen > Domat/Ems – 191 km[3]

Resultados
| Pos. | Corredor        | Equipo       | Tiempo   |
| ---- | --------------- | ------------ | -------- |
| 1    | Erik Zabel      | Team Telekom | 4h15'20" |
| 2    | Sven Teutenberg | Phonak       | s.t.     |
| 3    | Dario Pieri     | Alessio      | s.t.     |

| Pos. | Corredor           | Equipo        | Tiempo   |
| ---- | ------------------ | ------------- | -------- |
| 1    | Eddy Lembo         | Saint Quentin | 8h41'52" |
| 2    | Alex Zülle         | Team Coast    | a 49"    |
| 3    | Giuseppe Di Grande | Index-Alexia  | a 55"    |

### 3.ª etapa
- 21 de junio: Domat/Ems > Samnaun – 158 km[4]

Resultados
| Pos. | Corredor            | Equipo       | Tiempo   |
| ---- | ------------------- | ------------ | -------- |
| 1    | Aleksandr Vinokurov | Team Telekom | 4h23'39" |
| 2    | Alex Zülle          | Team Coast   | a 3"     |
| 3    | Laurent Dufaux      | Alessio      | s.t.     |

| Pos. | Corredor            | Equipo       | Tiempo    |
| ---- | ------------------- | ------------ | --------- |
| 1    | Alex Zülle          | Team Coast   | 13h06'07" |
| 2    | Aleksandr Vinokurov | Team Telekom | a 6"      |
| 3    | Laurent Dufaux      | Alessio      | a 9"      |

### 4.ª etapa
- 22 de junio: Coira > Ambrì – 160 km[5]

Resultados
| Pos. | Corredor         | Equipo       | Tiempo   |
| ---- | ---------------- | ------------ | -------- |
| 1    | Léon van Bon     | Domo-Farm F. | 4h23'18" |
| 2    | Daniele Nardello | Mapei        | s.t.     |
| 3    | Charles Wegelius | Mapei        | s.t.     |

| Pos. | Corredor            | Equipo       | Tiempo    |
| ---- | ------------------- | ------------ | --------- |
| 1    | Alex Zülle          | Team Coast   | 17h29'37" |
| 2    | Aleksandr Vinokurov | Team Telekom | a 6"      |
| 3    | Laurent Dufaux      | Alessio      | a 9"      |

### 5.ª etapa
- 23 de junio: Meiringen > Meiringen – 149 km[6]

Resultados
| Pos. | Corredor             | Equipo        | Tiempo   |
| ---- | -------------------- | ------------- | -------- |
| 1    | Francesco Casagrande | Fassa Bortolo | 4h37'35" |
| 2    | Alexandre Moos       | Phonak        | s.t.     |
| 3    | Piotr Wadecki        | Domo-Farm F.  | a 15"    |

| Pos. | Corredor       | Equipo       | Tiempo    |
| ---- | -------------- | ------------ | --------- |
| 1    | Alex Zülle     | Team Coast   | 22h07'27" |
| 2    | Laurent Dufaux | Alessio      | a 9"      |
| 3    | Piotr Wadecki  | Domo-Farm F. | a 25"     |

### 6.ª etapa
- 24 de junio: Interlaken > Verbier – 177 km[7]

Resultados
| Pos. | Corredor             | Equipo        | Tiempo   |
| ---- | -------------------- | ------------- | -------- |
| 1    | Alexandre Moos       | Phonak        | 4h21'12" |
| 2    | Francesco Casagrande | Fassa Bortolo | a 5"     |
| 3    | Peter Luttenberger   | Tacconi Sport | a 29"    |

| Pos. | Corredor       | Equipo       | Tiempo    |
| ---- | -------------- | ------------ | --------- |
| 1    | Alex Zülle     | Team Coast   | 26h29'18" |
| 2    | Laurent Dufaux | Alessio      | a 11"     |
| 3    | Piotr Wadecki  | Domo-Farm F. | a 25"     |

### 7.ª etapa
- 25 de junio: Martigny > Vevey – 171 km[8]

Resultados
| Pos. | Corredor           | Equipo       | Tiempo   |
| ---- | ------------------ | ------------ | -------- |
| 1    | Juan Manuel Garate | Lampre       | 4h09'31" |
| 2    | Enrico Cassani     | Domo-Farm F. | s.t.     |
| 3    | Rolf Aldag         | Team Telekom | s.t.     |

| Pos. | Corredor       | Equipo       | Tiempo    |
| ---- | -------------- | ------------ | --------- |
| 1    | Alex Zülle     | Team Coast   | 30h44'15" |
| 2    | Laurent Dufaux | Alessio      | a 11"     |
| 3    | Piotr Wadecki  | Domo-Farm F. | a 25"     |

### 8.ª etapa
- 26 de junio: Vevey > Lyss – 235 km[9]

Resultados
| Pos. | Corredor        | Equipo        | Tiempo   |
| ---- | --------------- | ------------- | -------- |
| 1    | Erik Zabel      | Team Telekom  | 5h45'53" |
| 2    | Sven Teutenberg | Phonak        | s.t.     |
| 3    | Andrej Hauptman | Tacconi Sport | s.t.     |

| Pos. | Corredor       | Equipo       | Tiempo    |
| ---- | -------------- | ------------ | --------- |
| 1    | Alex Zülle     | Team Coast   | 36h30'14" |
| 2    | Laurent Dufaux | Alessio      | a 3"      |
| 3    | Piotr Wadecki  | Domo-Farm F. | a 19"     |

### 9.ª etapa
- 27 de junio: Lyss > Bienne – CRI[10]

Resultados
| Pos. | Corredor           | Equipo       | Tiempo |
| ---- | ------------------ | ------------ | ------ |
| 1    | Tobias Steinhauser | Gerolsteiner | 44'18" |
| 2    | Bobby Julich       | Team Telekom | a 17"  |
| 3    | Alex Zülle         | Team Coast   | a 37"  |

| Pos. | Corredor        | Equipo       | Tiempo    |
| ---- | --------------- | ------------ | --------- |
| 1    | Alex Zülle      | Team Coast   | 37h15'09" |
| 2    | Piotr Wadecki   | Domo-Farm F. | a 1'27"   |
| 3    | Nicolas Fritsch | F. des Jeux  | a 1'38"   |

## Clasificaciones finales

### Clasificación general
| Pos. | Corredor             | Equipo        | Tiempo    |
| ---- | -------------------- | ------------- | --------- |
| 1    | Alex Zülle           | Team Coast    | 37h15'09" |
| 2    | Piotr Wadecki        | Domo-Farm F.  | a 1'27"   |
| 3    | Nicolas Fritsch      | F. des Jeux   | a 1'38"   |
| 4    | Laurent Dufaux       | Alessio       | a 2'07"   |
| 5    | Georg Totschnig      | Gerolsteiner  | a 2'26"   |
| 6    | Pavel Tonkov         | Lampre        | a 2'53"   |
| 7    | Peter Luttenberger   | Tacconi Sport | a 3'11"   |
| 8    | Giuseppe Di Grande   | Index-Alexia  | a 4'06"   |
| 9    | Francesco Casagrande | Fassa Bortolo | a 4'17"   |
| 10   | Tadej Valjavec       | Fassa Bortolo | a 4'19"   |

### Clasificación de la montaña
| Pos. | Corredor           | Equipo        | Puntos |
| ---- | ------------------ | ------------- | ------ |
| 1    | Steve Zampieri     | Tacconi Sport | 69     |
| 2    | Juan Manuel Garate | Lampre        | 43     |
| 3    | Pavel Tonkov       | Lampre        | 41     |
| 4    | Piotr Wadecki      | Domo-Farm F.  | 32     |
| 5    | Laurent Dufaux     | Alessio       | 31     |

### Clasificación por puntos
| Pos. | Corredor             | Equipo        | Puntos |
| ---- | -------------------- | ------------- | ------ |
| 1    | Erik Zabel           | Team Telekom  | 63     |
| 2    | Sven Teutenberg      | Phonak        | 60     |
| 3    | Alex Zülle           | Team Coast    | 51     |
| 4    | Fred Rodriguez       | Domo-Farm F.  | 38     |
| 5    | Francesco Casagrande | Fassa Bortolo | 37     |

### Clasificaciones de las metas volantes
| Pos. | Corredor             | Equipo        | Puntos |
| ---- | -------------------- | ------------- | ------ |
| 1    | Gianluca Bortolami   | Tacconi Sport | 28     |
| 2    | Martin Elmiger       | Phonak        | 21     |
| 3    | Salvatore Commesso   | Saeco         | 18     |
| 4    | Francesco Casagrande | Fassa Bortolo | 13     |
| 5    | Gian Matteo Fagnini  | Team Telekom  | 6      |

### Clasificación por equipos
| Pos. | Equipo                 | Tiempo     |
| ---- | ---------------------- | ---------- |
| 1    | Phonak Hearing Systems | 111h47'47" |
| 2    | Fassa Bortolo          | a 24'29"   |
| 3    | Tacconi Sport          | a 30'25"   |
| 4    | Saint Quentin-Oktos    | a 33'04"   |
| 5    | Team Telekom           | a 36'51"   |